# ملون مالوري ثلاثي الصباغ

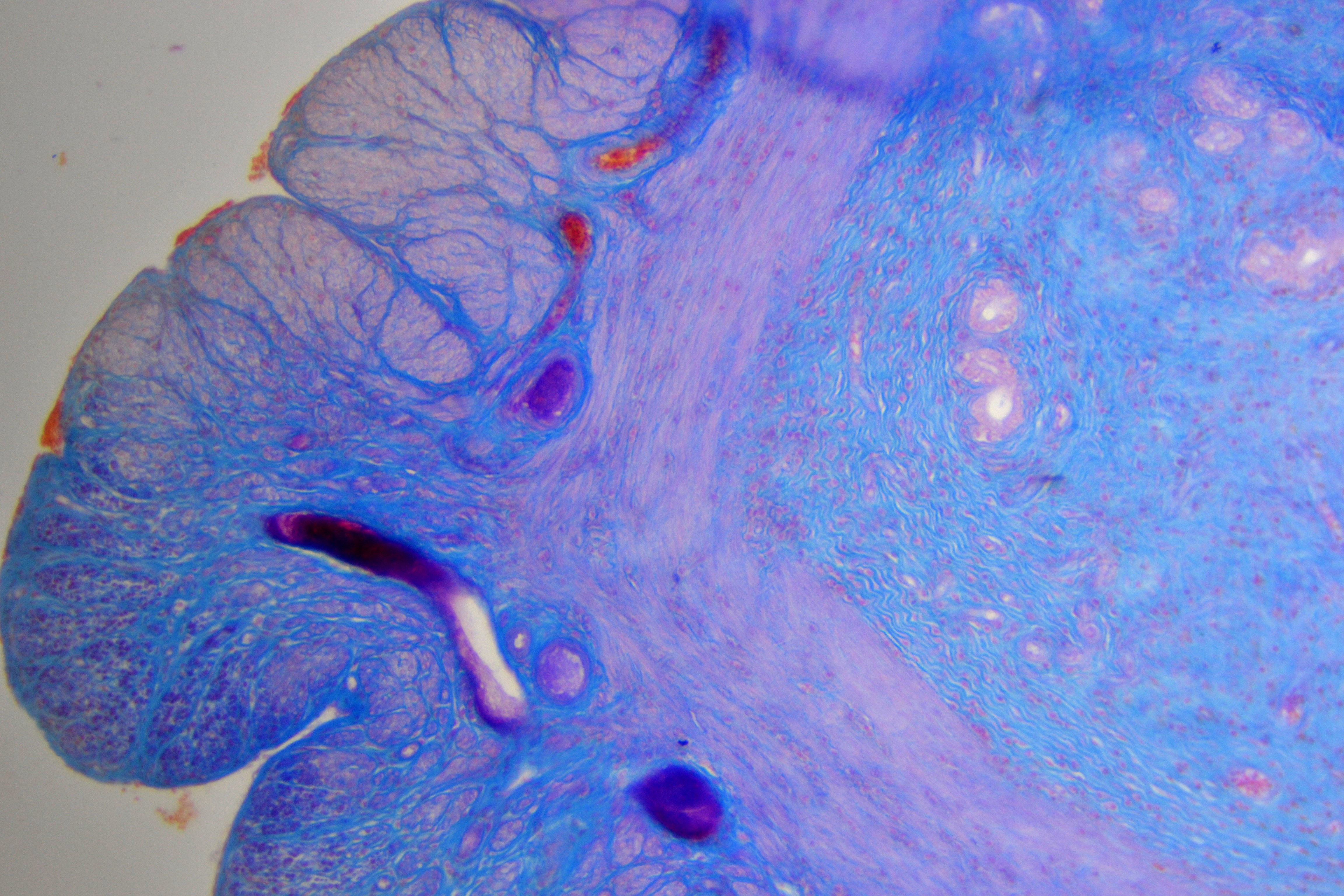
رحم فأر ملطخ بصبغة مالوري.

ملون مالوري ثلاثية الصباغ (بالإنجليزية: Mallory's trichrome stain)‏ تسمى أيضًا بقعة مالوري الثلاثية وهي بقعة تستخدم في علم الأنسجة للمساعدة في الكشف عن الجزيئات الكبيرة المختلفة التي تتكون منها الخلية. تستخدم البقع الثلاثة: الأزرق الأنيلين، الفوشين الحمضي، والبرتقالي G. ونتيجة لذلك يمكن لتقنية التلوين هذه أن تكشف عن الكولاجين والسيتوبلازم العادي وخلايا الدم الحمراء. ويستخدم في فحص كولاجين النسيج الضام.
بالنسبة للأنسجة غير الحمضية أو القاعدية بشكل مباشر، قد يكون من الصعب استخدام بقعة واحدة فقط للكشف عن الهياكل الضرورية ذات الأهمية. فيستخدم مزيج من ثلاث بقع مختلفة بكميات دقيقة مطبقة بالترتيب ويكشف التفاصيل بشكل انتقائي. هذا هو نتيجة أكثر من مجرد تفاعلات كهروستاتيكية للبقعة مع الأنسجة وعدم غسل البقعة بعد كل خطوة. بشكل جماعي تكمل البقع بعضها البعض.
تم نشر تقنية التلوين لأول مرة في عام 1900 من قبل فرانك بور مالوري، ثم اختصاصي الأنسجة في كلية الطب بجامعة هارفارد. توجد العديد من المتغيرات للطريقة لتبسيط أو سرعة المعالجة أو تلطيخ المواد الأخرى. ظهرت بقع مالوري وغيرها من البقع متعددة الألوان في أوائل القرن العشرين مما أدى إلى صبغة بابانيكولاو وغيرها من طرق التلوين متعددة الألوان الشائعة.
كان التطبيق الأساسي عند إدخال البقعة هو تمييز الهياكل في النسيج الضام، ولا يزال هذا هو الاستخدام الأكثر شيوعًا.